# Gare de La Croix-du-Prince
Gare de La Croix-du-Prince – przystanek kolejowy w Pau, w departamencie Pireneje Atlantyckie, w regionie Nowa Akwitania, we Francji.
Jest przystankiem kolejowym Société nationale des chemins de fer français (SNCF), obsługiwanym przez pociągi TER Aquitaine.